# Filicisparsa
Filicisparsa is een monotypisch geslacht van mosdiertjes uit de familie van de Oncousoeciidae en de orde Cyclostomatida.

## Soort
- Filicisparsa albobrunnea Gordon & Taylor, 2010